# Genji: Dawn of the Samurai
Pour les articles homonymes, voir Genji.
Genji: Dawn of the Samurai est un jeu vidéo d'action de type beat them all développé par Game Republic et édité par Sony Computer Entertainment en 2005 sur PlayStation 2.

## Histoire
L'histoire de Genji s'inspire de la vie de Minamoto no Yoshitsune, un samuraï de l'époque de Kamakura. À la suite de la rébellion de Heiji en 1159, le Pays du Soleil Levant est entré dans une nouvelle ère. Le clan Taira, mené d'une main de fer par Kiyomori et son fidèle guerrier Kagekiyo, impose désormais sa loi. Les rares survivants du clan rival, les Minamoto, prétendent que les scélérats tiraient leur force de pierres précieuses d'une lueur presque céleste, les Amahagane. Héritier du clan Minamoto, Yoshitsune doit renverser l'autorité et venger l'honneur des siens.

## Système de jeu
Premier jeu du nouveau studio de Yoshiki Okamoto, un ancien producteur de chez Capcom, Genji: Dawn of the Samurai se rapproche beaucoup de la série concurrente de Capcom, Onimusha (2001). Selon le site Gamekult, le titre dispose d'un gameplay « de grande classe » mais il souffre d'une courte durée de vie (cinq heures de jeu environ) et d'une difficulté assez faible.

## À noter
Le jeu a eu une suite, Genji: Days of the Blade, sortie en 2006 sur PlayStation 3.

## Équipe de développement
- Directeur exécutif : Yoshiki Okamoto
- Directeur : Takashi Shono
- Planificateurs : Michiaki Nakanowatari, Akiteru Naka, Katsuaki Miyauchi, Tomoki Shimada, Toshinari Nishimura, Tomohisa Kanou, Shigeo Takaai
- Superviseurs : Yoshinori Takenaka, Kenji Kataoka
- Scénario : Toshiya Shibano
- Programmeurs : Nobushige Takagii, Yuichi Ueda, Masaru Kanei, Kazunobu Takamatsu, Shinichi Sasakihara, Masahiko Ogawa, Masato Asada, Atsuto Saitou, Masahiro Inoue
- Conseiller programmation : Shudou Suzuki (Shiina Com)
- Direction des personnages : Tsunayoshi Kita
- Conception des personnages : Kyoko Saitou
- Modélisation des personnages : Yoshinobu Kobayashi, Shinya Harada, Yuuji Watanabe, Mikiya Hisatomi, Mayumi Suzuki, Tukasa Yokoo